# Mystus vittatus
Mystus vittatus és una espècie de peix de la família dels bàgrids i de l'ordre dels siluriformes. Es troba al subcontinent indi, Malàisia, Laos, Vietnam, Cambodja i, probablement també, Myanmar.
Els mascles poden assolir els 21 cm de longitud total.